# Захист Ґрюнфельда
Захист Грюнфельда — шаховий дебют, який починається ходами: 1. d2-d4 Кg8-f6 2. c2-c4 g7-g6 3. Кb1-c3 d7-d5.

## Історія
Захист був уведений до турнірної практики австрійським гросмейстером Ернстом Грюнфельдом 1922 року в 4-й партії матчу проти Альберта Беккера. 

У наш час велику популярність здобув після матчів за світову шахову корону між А. Карповим та Г. Каспаровим, де його застосовував чорними фігурами Гаррі Каспаров.

## Основні варіанти
Найпопулярніші розгалуження цього захисту: 

- Головна система 4. c4:d5 Кf6:d5 5. e2-e4 Кd5:c3 6. b2:c3 Сf8-g7 7. Сf1-c4 c7-c5 8. Кg1-e2!
  - Варіант Алехіна 8. ... c5:d4 9. c3:d4 Kb8-c6 10. Сc1-e3 0-0 11. 0-0
  - Варіант Ботвинника 8. ... 0-0 9. 0-0
  - Варіант Симагіна 7. ... 0-0 8. Кg1-e2
  - Варіант Наданяна 5. Кс3-а4
- Російська система 4. Фd1-b3 (4. Фd1-a4+)
  - Варіант Флора 4. Кg1-f3 Сf8-g7 5. Фd1-a4+
  - Варіант Болеславського 4. Кg1-f3 Сf8-g7 5. Фd1-b3 d5:c4 6. Фb3:c4 0-0 7. e2-e4 c7-c6
  - Варіант Смислова 7. ... Сc8-g4 8. Сc1-e3 Кf6-d7
  - 7. ... Кb8-c6
  - Варіант Рагозіна 7. ... Кb8-a6
  - Угорський варіант 7. ... a7-a6 8. Фd1-b3 b7-b5 9. e4-e5
- Система з раннім розвитком ферзевого слона білих 
  - 4. Сc1-f4 Сf8-g7
  - 4. Сc1-g5 Кf6-e4!
  - 4. Кg1-f3 Сf8-g7 5. Сc1-g5 Кf6-e4
- Закрита система 4. Кg1-f3 Сf8-g7 5. e2-e3
  - Варіант Шлехтера 5. ... c7-c6
  - Варіант Ботвинника 5. ... 0-0
  - Варіант Макогонова 5. ... 0-0 6. b2-b4
  - Варіант Кереса 5. ... 0-0 6. c4:d5 Кf6:d5 7. Сf1-c4
  - Варіант Смислова 5. c4:d5 Kf6:d5 6. Сc1-d2 0-0 7. Тa1-c1 Кd5-b6
- Система з фіанкетто королівського слона білих 3. g2-g3 d7-d5 4. Сf1-g2 Сf8-g7
  - 5. c4:d5 Kf6:d5
  - 5. Кg1-f3 0-0 6. c4:d5 Kf6:d5 7. 0-0
  - 5. Кg1-f3 0-0 6. 0-0